# Factum Group
Factum Group — партнерство професійних дослідницьких агентств, що обслуговують клієнтів всередині держави та за кордоном як з головного офісу, так і через місцевих представників.

## Профіль компанії
Factum Group пропонує повний спектр послуг (у тому числі спеціалізовані фірмові рішення) для внутрішньодержавних і міжнародних досліджень в Центральній і Східній Європі.
Надає науково-дослідницькі комплексні та інноваційні послуги, щоб задовольнити замовників з високими вимогами, що шукають досвід у проблемах і різноманітності швидкого розвитку регіонів Центральної та Східної Європи.
Є ідеальним місцем для дослідницьких замовників, які спрямовані на покращення дохідності дослідницьких інвестицій, і тих, хто цінує творчість, індивідуальний підхід і взаємодію з досвідченими фахівцями.

## Члени партнерства

Карта членів холдингу Factum Group (відмічені помаранчевим кольором)

Factum Group є спільним підприємством високопрофесійних, приватних та місцевих компетентних дослідницьких агентств, що діють в різних країнах, а саме:
- Україна
- Білорусь
- Чехія
- Естонія
- Німеччина
- Угорщина
- Латвія
- Литва
- Польща
- Словаччина
- Росія

## Методи досліджень
На основі найкращих практик партнерів та їхньо досвіду, холдинг пропонує широкий спектр дослідницьких рішень, таких як:

### AdWise
AdWise є унікальним, простим і гнучким інструментом дослідження, який пророкує успіх чи невдачу комерційній комунікації, а також дозволяє оцінити ефективність маркетингу. Не тільки купи чисел, які не нададуть можливості ознайомитись з результатами опитування; орієнтація на простоті і детальному аналізі. Надання чіткої рекомендації про те, що можна поліпшити і надання консультація з питань стратегічної маркетингової комунікації.

### Марка Зобов'язання (Brand Commitment)
Brand Commitment є складним, гнучким і простим у використанні інструментом дослідження, який зображує психологічні ланки споживачів/клієнтів і брендів, продуктів або послуг. Це допомагає передбачити утримання від покупки, а також потенціал придбання серед покупців конкуруючої фірми.

### Аналіз людських ресурсів
Віддані співробітники є ключем до задоволених і відданих клієнтів. Аналіз людських ресурсів (Human Resource Analysis) є видатним, складним інструментом дослідження для комплексного аналізу клімату компанії.

### Онлайн-поставки даних
ODD (On-line Data Delivery) — інформаційні потоки, спрямовані на клієнта, який має можливість переглянути дані он-лайн через вебпортал відповідно до потреб фактичного клієнта.

### SegmentValue
SegmentValue — метод, призначений для визначення відмінних сегментів ринку, що надають можливість уявити найбільш релевантні ринкові умови і клієнтські бізнес-потреби. Це дозволяє сегментувати з найвищим рівнем диференціації.

## Представництво в Україні

### Factum Group Ukraine
Factum Group Ukraine — динамічна структура, орієнтована на професіоналізм та інноваційні дослідницькі рішення, що гарантують високу якість дослідницьких проектів. Підхід Factum Group Ukraine в дослідженнях спрямований на пошук споживчих інсайтів і формування прикладних рекомендацій для прийняття рішень.
Factum Group Ukraine — член професійних асоціацій ESOMAR, ВРК.

Місія Factum Group Ukraine — змістовне лідерство в маркетингових дослідженнях: удосконалення через розвиток методології, якості, технології аналізу і самого ринку маркетингових досліджень для внеску у розвиток бізнесу клієнтів.
1. 1 2  Commercial Register